# Lymeon cinctipes
Lymeon cinctipes là một loài tò vò trong họ Ichneumonidae.